# Андріано
Андріано (італ. Andriano) — муніципалітет в Італії, у регіоні Трентіно-Альто-Адідже,  провінція Больцано.
Андріано розташоване на відстані близько 530 км на північ від Рима, 55 км на північ від Тренто, 10 км на захід від Больцано.
Населення — 1031 особа (2014).

## Демографія
Населення за роками:

Станом на 1 січня 2023 року в муніципалітеті офіційно проживало 70 іноземців з 18 країн, серед них 47 громадян країн Євросоюзу та 3 громадяни України.

## Сусідні муніципалітети
- Апп'яно-сулла-Страда-дель-Віно
- Наллес
- Терлано